# عصب سرینی بالایی
عصب سُرینی بالایی یا عصب گلوتئال فوقانی (انگلیسی: Superior gluteal nerve) یک عصب محیطی است که خاستگاه آن لگن خاصره است و ماهیچه‌های سُرینی میانه، سرینی کوچک، ماهیچه کشنده نیام پهن (تنسور فاسیا لاتا) و ماهیچه گلابی‌شکل را عصب‌دهی می‌کند. 
عصب سرینی بالایی از طریق سوراخ سیاتیک بزرگ و بالای ماهیچه گلابی‌شکل (پیریفورمیس) از لگن خارج می‌شود و ماهیچه‌های یادشده را عصب‌دهی می‌کند.